# Николаевка (посёлок, Вишовский сельсовет)
Никола́евка — посёлок в составе Вишовского сельсовета Белыничского района Могилёвской области Белоруссии.
Ранее посёлок входил в состав Головчинского сельсовета.

## Географическое положение
Ближайшие населённые пункты: Новосёлки, Затишье, Браковщина.